# Рыжков, Дмитрий Александрович
Дмитрий Александрович Рыжков — советский хозяйственный, государственный и политический деятель.

## Биография
Родился в 1897 году в селе Бугино. Член КПСС с 1924 года.
Участник Гражданской войны в рядах буденновской конницы. С 1925 года — на хозяйственной, общественной и политической работе. В 1929—1964 гг. — инженер, главный инженер завода фрезерных станков в Горьком, главный инженер станкозавода им. Л. М. Кагановича, главный инженер завода № 9, заместитель директора, директор завода «Уралмаш», первый заместитель министра станкостроения СССР, член Госплана, председатель Центрального правления НТО машиностроителей.
За создание новой мощной пушки для танков и артсамоходов и за создание новой полевой пушки был в составе коллектива удостоен Сталинской премии 1946 года.
Умер в Москве в 1964 году. Похоронен на Новодевичьем кладбище.